# Duitse hereniging

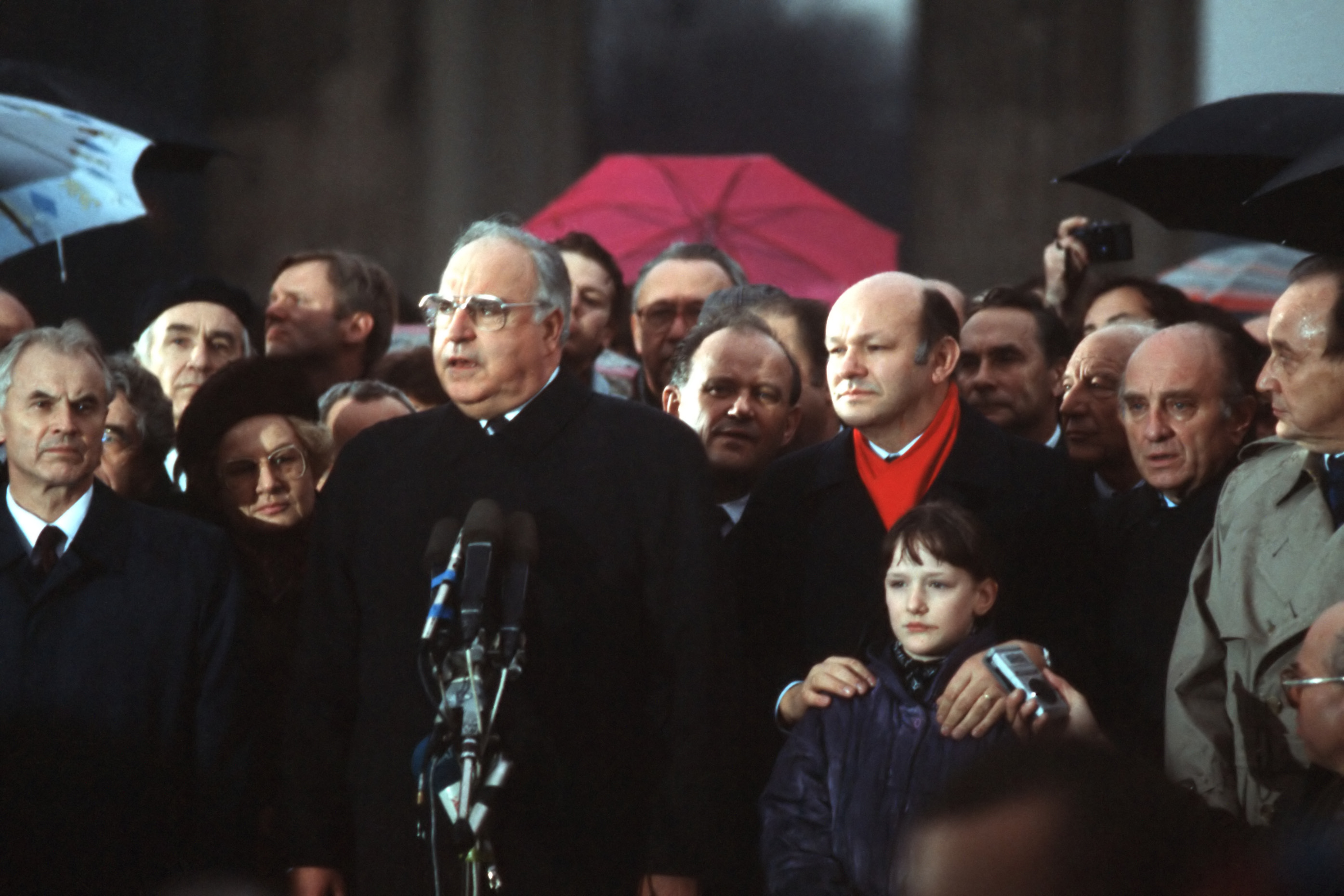
Bondskanselier Helmut Kohl en DDR-premier Hans Modrow bij de opening van de Brandenburger Tor

Door de Duitse hereniging van 1990 tot één Duitsland werd een einde gemaakt aan de periode van verdeeldheid tussen de voormalige Duitse Democratische Republiek (Oost-Duitsland) en Bondsrepubliek Duitsland (West-Duitsland).

## Geschiedenis

Duitsland verdeeld (boven)
Duitsland herenigd (onder)

Na de omwenteling van november 1989 (Die Wende) in de DDR viel de enige bestaansreden voor dit land weg, en werd de hereniging voorbereid. Een aantal hobbels moest nog worden genomen. Zo bestonden de spaartegoeden van Oost-Duitsers uit Oostmarken, waarvan de waarde op de valutamarkt gering was. Ook bevond zich nog een Russische troepenmacht op Oost-Duitse bodem. Daarnaast maakte Polen zich zorgen over eventuele territoriale aanspraken van dit nieuwe Duitsland op de voormalige gebieden van het Duitse Rijk in het oosten. De problemen werden een voor een opgelost. De Oostmarken konden tegen een gunstige koers gewisseld worden, de Russen werden afgekocht, en Polen werd (nogmaals en dit keer definitief) de Oder-Neissegrens gegarandeerd. Op 3 oktober 1990 trad de DDR tot de Bondsrepubliek toe.
Ook nu waren er gemengde reacties in andere Europese landen; het Verenigd Koninkrijk en Frankrijk hadden hun reserves, die samen te vatten zijn in de veel geciteerde uitspraak van de Franse schrijver François Mauriac: 'Ik houd zoveel van Duitsland, dat ik blij ben dat er nu twee Duitslanden zijn om van te houden". Aan de ene kant werd om humanitaire redenen het opruimen van de Berlijnse Muur en het IJzeren Gordijn toegejuicht, aan de andere kant was men de gevolgen voor de Europese geschiedenis en machtsverhoudingen van na 1871 (toen het Duitse Keizerrijk werd opgericht) van een verenigd Duitsland nog niet vergeten.
Uit een onderzoek van het Leipziger Institut für Marktforschung, naar aanleiding van het feit dat de Muur 20 jaar eerder gevallen was, bleek, dat er in 2011 bij 12,5% van de Duitsers nostalgie (ostalgie) naar het leven voor de val van de Muur was.
| Vlag | Gebied                                          | Hoofdstad    | Inwoners   | Oppervlakte (km²) | Munteenheid      | Telefoon |
| ---- | ----------------------------------------------- | ------------ | ---------- | ----------------- | ---------------- | -------- |
|      | Duitse Democratische Republiek (Oost-Duitsland) | Oost-Berlijn | 16.111.000 | 108.178           | Oost-Duitse mark | 37       |
|      | Bondsrepubliek Duitsland (West-Duitsland)       | Bonn         | 63.254.000 | 248.717           | West-Duitse mark | 49       |
|      | Bondsrepubliek Duitsland                        | Berlijn      | 79.365.000 | 357.121           | Duitse mark      | 49       |

## Galerij

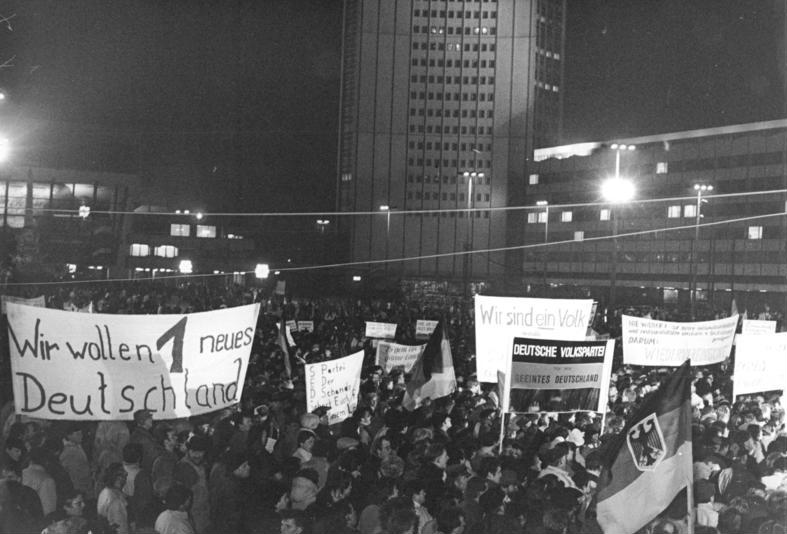
Wekelijkse "Montagsdemonstration" in Leipzig
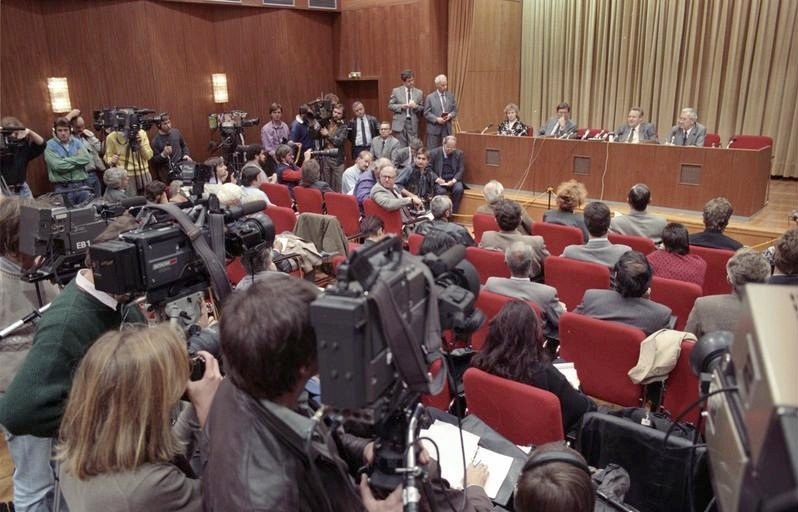
Persconferentie waarbij de opening van de Berlijnse Muur werd aangekondigd
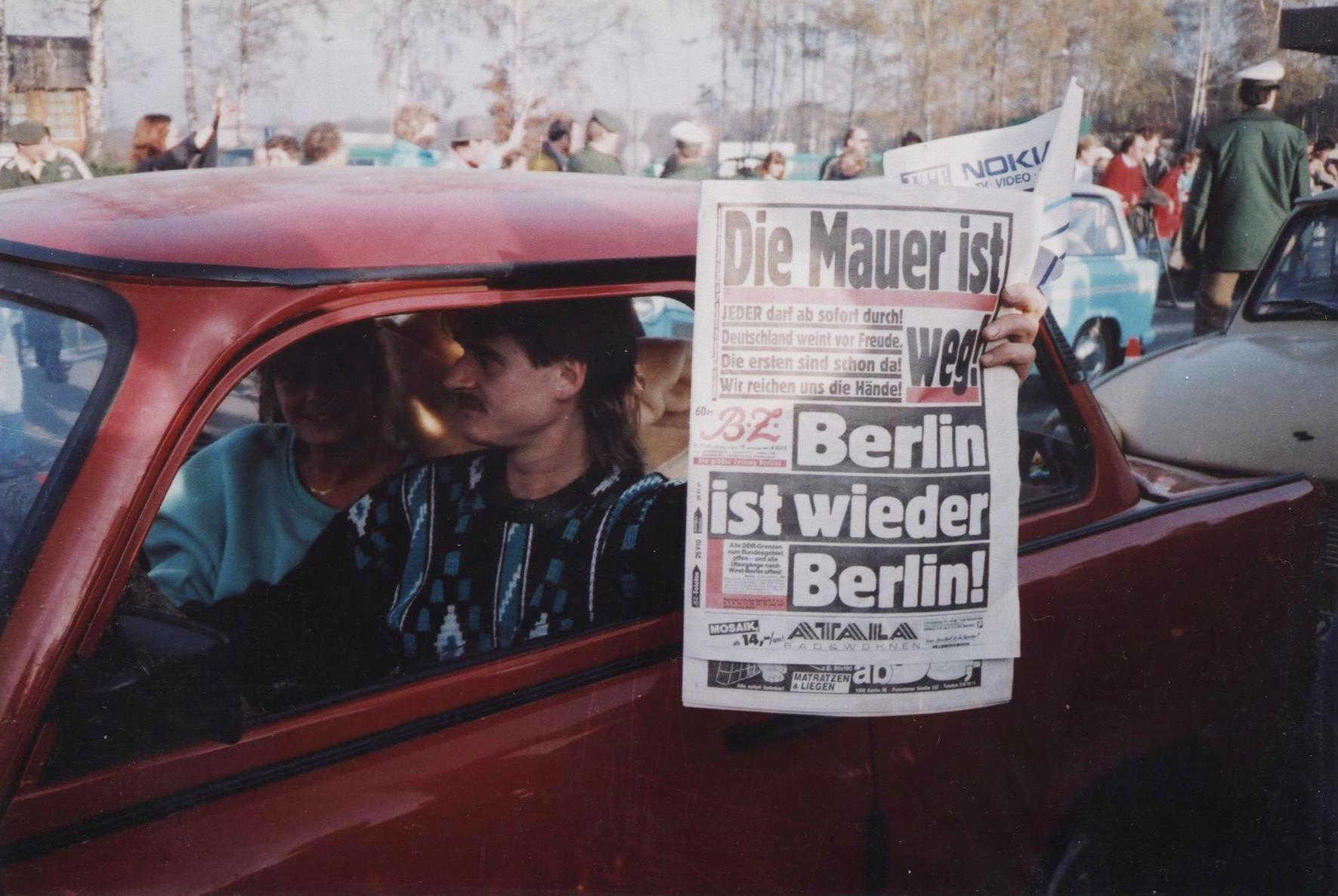
DDR-burgers maken gebruik van hun vrijheid om te reizen
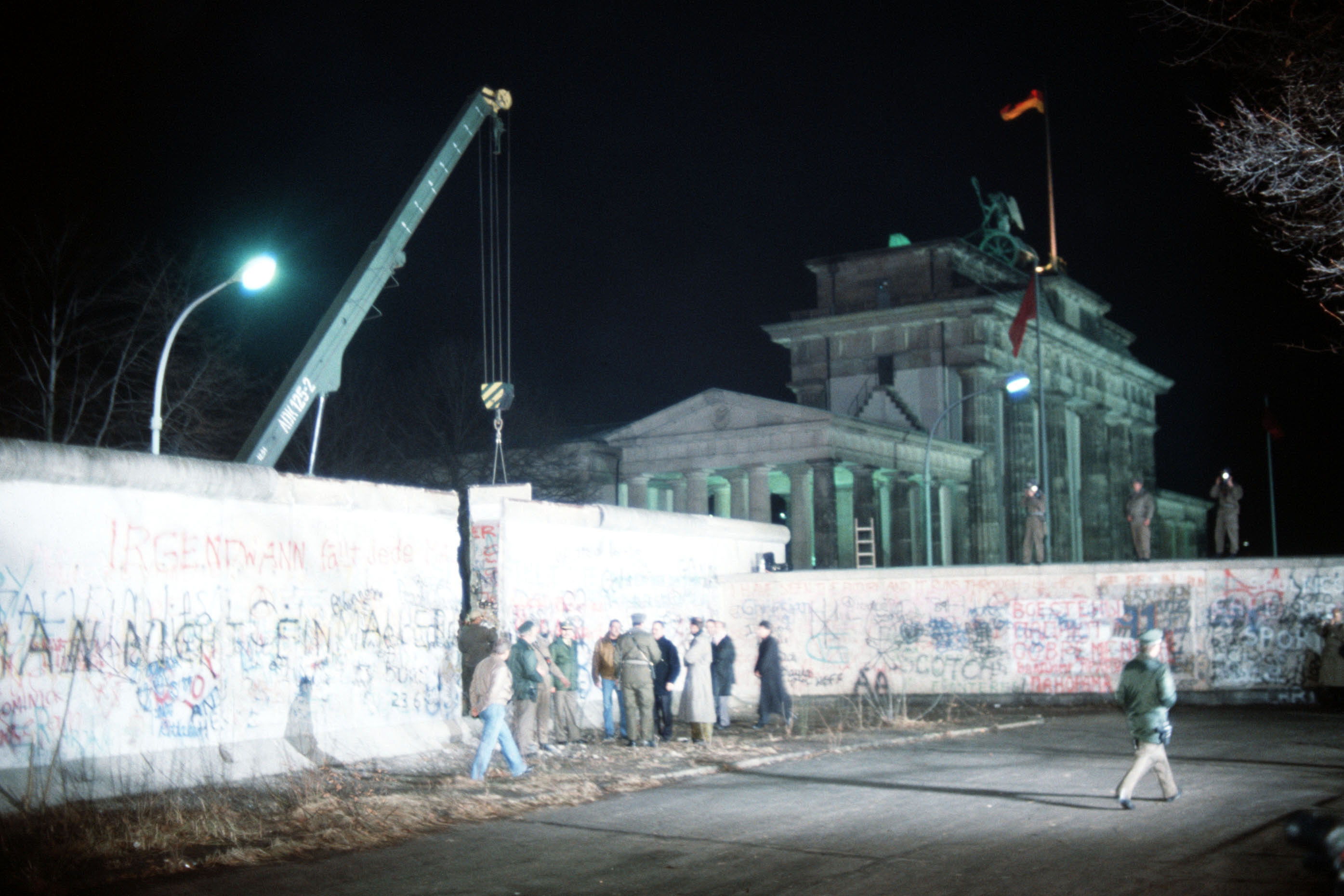
Afbraak van de Muur bij de Brandenburger Tor in Berlijn